# روبين جونز
روبين جونز (بالإنجليزية: Robyn Jones)‏ (1985 في الولايات المتحدة - ) هي لاعبة كرة قدم أمريكية في مركز حراسة المرمى. لعبت مع Philadelphia Independence ‏ وNew Jersey Wildcats ‏ وCharlotte Eagles (women) ‏.

## وصلات خارجية
- روبين جونز على موقع قاعدة بيانات كرة القدم.إي يو (الإنجليزية)
- روبين جونز على موقع Soccerway.com (الإنجليزية)
- روبين جونز على موقع Soccerway.com (الإنجليزية)